# Jim Del Gaizo
Jim Del Gaizo (Revere, 31 maggio 1947) è un ex giocatore di football americano statunitense che ha giocato nel ruolo di quarterback nella National Football League. Al college giocò a football alla Syracuse University e alla Tampa University.

## Carriera professionistica
Dopo aver giocato a football al college a Syracuse (dove condivide il record con diversi altri quarterback, il più noto dei quali Donovan McNabb, per maggior numero di passaggi da touchdown in una gara, 4) e Tampa, il mancino Del Gaizo non fu scelto nel Draft NFL 1971 da nessuna squadra, in un draft insolito che vide tre soli quarterback scelti nei primi sei giri e 17 totali nei 17 giri. La stagione da rookie la passò come terzo quarterback nelle gerarchie della squadra.
Nella stagione 1972 apparve quattro volte in campo come riserva nella stagione che i Dolphins avrebbero terminato da imbattuti, andando a vincere il Super Bowl VII. Del Gaizo completò 5 passaggi su 9 con 2 touchdown e un intercetto subito.
Dopo due buone prove nella pre-stagione del 1973 fu scambiato coi Green Bay Packers per due scelte del secondo giro del draft, una del 1974 e una delk 1975. A Green Bay disputò otto partite, due delle quali come titolare, passando 2 touchdown e 6 intercetti. Prima della stagione 1974 fu scambiato coi New York Giants dove giocò quattro gare (una come titolare) in cui subì tre intercetti nell'ultima stagione in cui giocò come professionista.

## Vittorie e premi
- Super Bowl : 1

Miami Dolphins: Super Bowl VII
- American Football Conference Championship: 2

Miami Dolphins: 1971, 1972

### Statistiche
| Yard passate      | 648  |
| Touchdown         | 4    |
| Intercetti subiti | 10   |
| Passer rating     | 37,3 |